# Tanousia
Tanousia is een mogelijk uitgestorven geslacht van zoetwaterkieuwslakken uit de familie van de Lithoglyphulidae. De taxonomie van dit geslacht is nog niet duidelijk. Hoewel het er geen directe verwantschap is vertonen de schelpen een oppervlakkige gelijkenis met die van de wadslakjes. Er zijn ongeveer tien soorten fossiel uit het Kwartair van Engeland, Denemarken, Nederland, Frankrijk, Italië en de Balkan bekend. De meeste soorten dateren uit de periode van het Vroeg- tot en met het vroege Midden Pleistoceen. Tanousia-soorten zijn alleen uit interglacialen bekend waaruit blijkt dat zij een gematigd warm klimaat nodig hebben. In Dalmatië is Tanousia zrmanjae in aanspoelsel van de Zrmanja gevonden. Het is echter onduidelijk of het om verspoelde fossiele exemplaren gaat of dat de soort tegenwoordig nog in deze rivier leeft. Als bevestigt wordt dat deze soort nog in de Zrmanja leeft dan betekent dat, dat Tanousia niet is uitgestorven.
Servain rekende Tanousia abusievelijk tot de Lymnaeidae. Hij behandelde Tanousia als aparte groep binnen deze familie na een opsomming van variëteiten van Galba truncatula. Dit heeft tot het misverstand geleid dat Servain Tanousia eveneens bij Galba rekende. Tanousia is daardoor door sommige latere auteurs nog als een synoniem voor Galba aangezien.
Alle tot nu toe bekende soorten lijken zo sterk op elkaar dat het de vraag is of er niet te veel soorten worden onderscheiden. Dit zou nader onderzocht moeten worden.

## Soorten
- Tanousia arminiensis (Jekelius, 1932)
- Tanousia lithoglyphoides (Girotti, 1972)
- Tanousia runtoniana (Sandberger, 1880)
- Tanousia schlickumi Schütt, 1976
- Tanousia stenostoma (Nordmann, 1901)
- Tanousia subovata (Settepassi & Verdel, 1965)
- Tanousia zrmanjae (Brusina, 1866)

†Tanousia:
arminiensis · 
lithoglyphoides · 
runtoniana · 
schlickumi · 
stenostoma · 
subovata · 
zrmanjae